# Marie de Rohan
Marie de Rohan (diciembre de 1600-12 de agosto de 1679), también conocida como Madame de Chevreuse, fue una cortesana y activista política francesa, famosa por haber estado involucrada en varias de las intrigas de la primera mitad del siglo XVII en Francia.

## Primeros años
Marie fue hija de Madeleine de Lenoncourt y Hercule de Rohan, duque de Montbazon y cabeza de la Casa de Rohan, dueño de varias propiedades en Bretaña y Anjou. Contrajo matrimonio en septiembre de 1617 con Carlos Alberto, duque de Luynes, comandante supremo de los ejércitos de Francia y favorito del rey Luis XIII de Francia.

## Vida en la corte

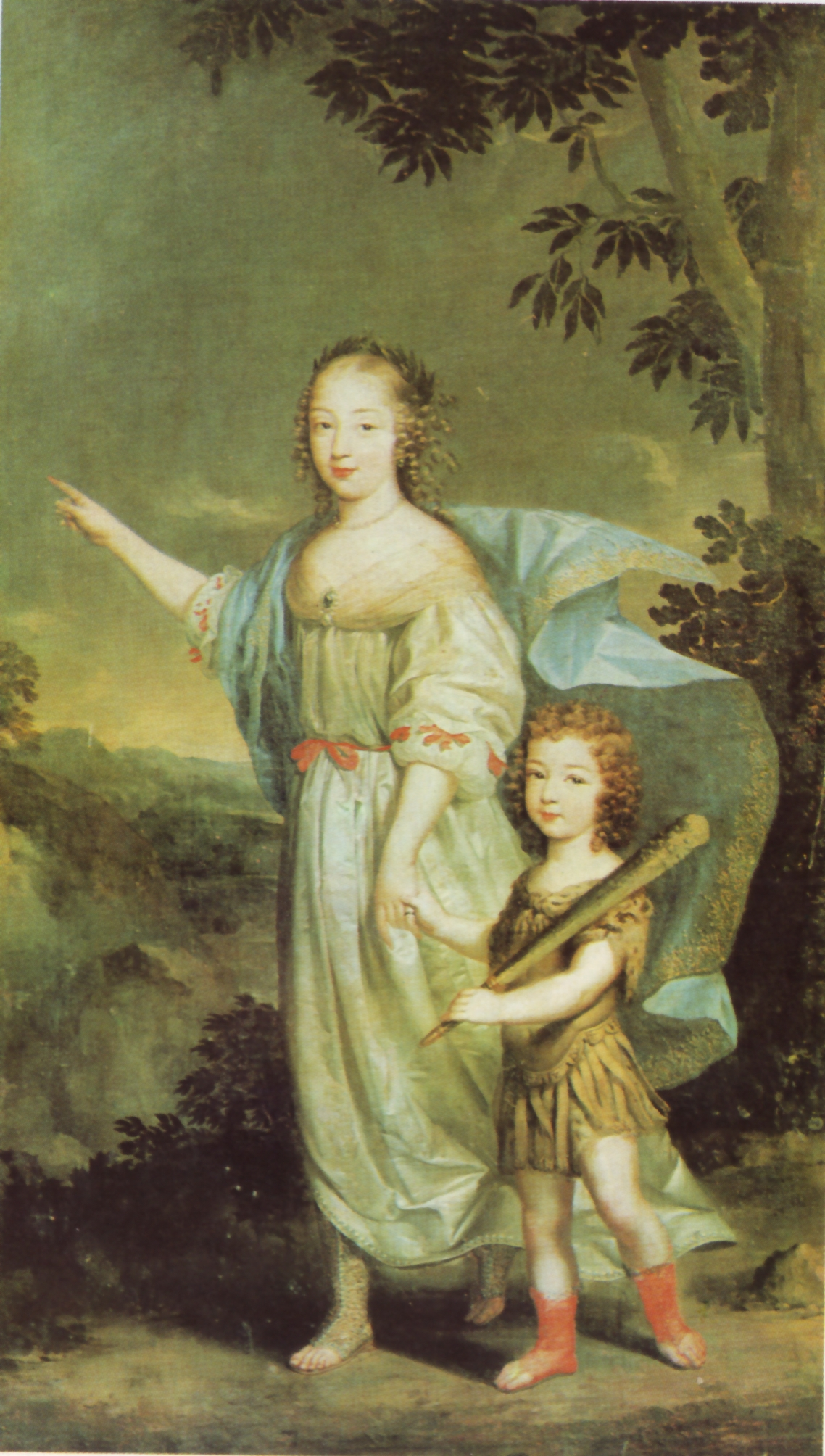
Retrato de Marie de Rohan y su hijo Luis Carlos representados como Diana y Hércules (anónimo) (hacia 1630).

Su esposo, quien forjó su gusto por la intriga política, la introdujo en la corte, donde Marie se convirtió en confidente tanto del rey como de la reina. En diciembre de 1618, Luis XIII la nombró superintendente del palacio de la reina, logrando Marie tener una gran influencia sobre Ana de Austria.
En 1620, Marie dio a luz a su primer hijo, Luis Carlos de Albert, duque de Luynes, siendo Luis XIII su padrino. Luis Carlos contrajo matrimonio posteriormente con la hermana de su madre, Anne de Rohan, con quien tuvo a su hija Jeanne Baptiste, a la vez nieta y sobrina de Marie, quien se convirtió en amante de Víctor Amadeo II de Saboya y en ancestro de los reyes de Saboya de Italia. A su vez el medio hermano más joven de Marie, Francisco de Rohan, príncipe de Soubise, fundador de la línea Soubise de la Casa de Rohan, contrajo matrimonio con Ana de Rohan-Chabot, Madame de Soubise, quien fue amante del rey Luis XIV.
Tras la muerte de Luynes como consecuencia de la fiebre amarilla en 1621, Marie contrajo matrimonio el 21 de abril de 1622 con Claudio de Lorena, duque de Chevreuse, con quien tuvo tres hijas, de las cuales dos se convirtieron en monjas: Ana María de Lorena (1625-1652), abadesa de Pont-aux-Dames, y Enriqueta de Lorena (1631-1693), abadesa de Jouarre y posteriormente de Port-Royal. Su otra hija, Carlota María de Lorena (1627-1652), quien fracasó en su intento por casarse con Armando de Borbón, príncipe de Conti, se convirtió en amante del cardenal de Retz, jugando además un importante papel en la Fronda, si bien permaneció soltera toda su vida.

## Conspiraciones

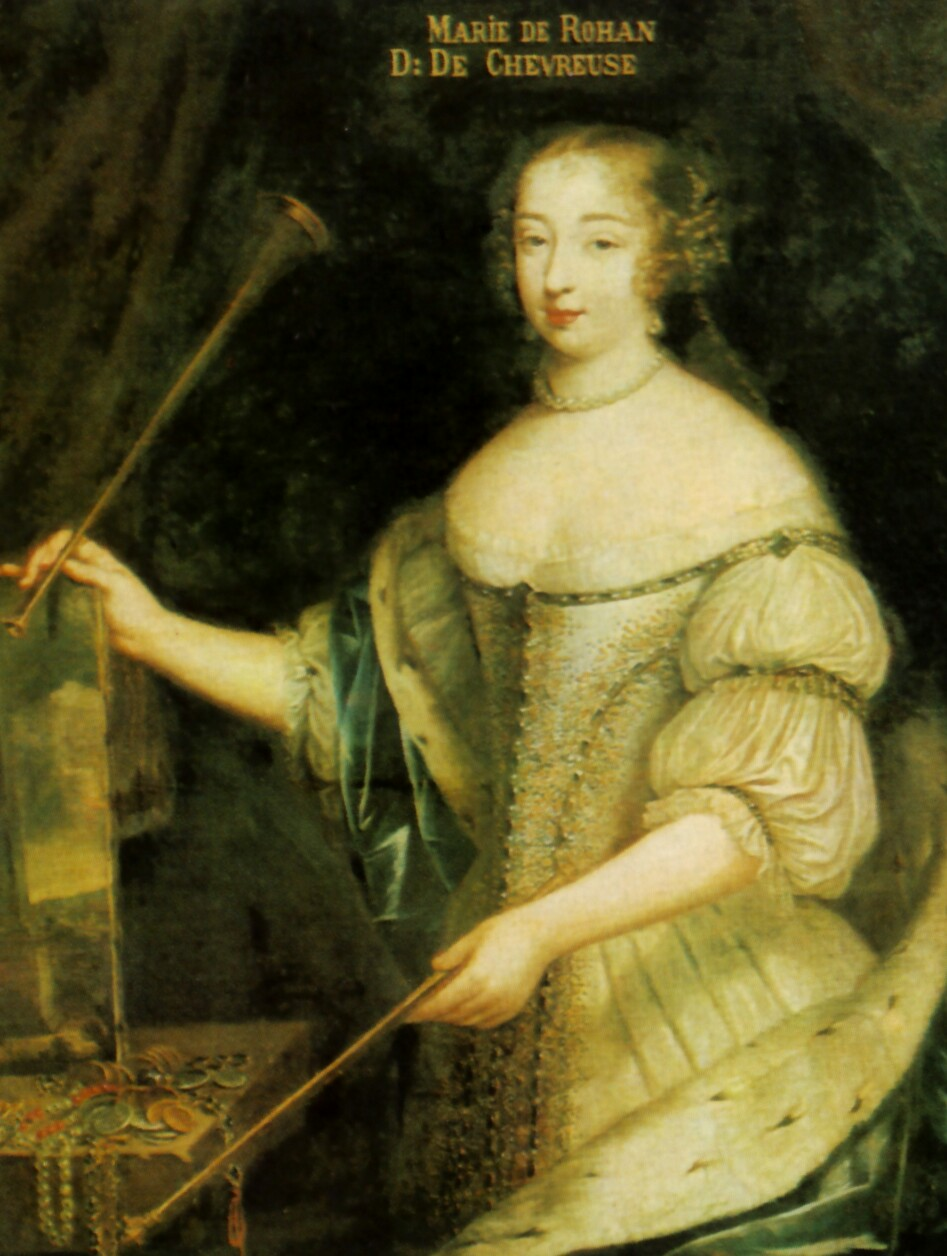
Retrato de la duquesa de Chevreuse (anónimo).

Amiga y confidente de Ana de Austria, fue expulsada de la corte como consecuencia de un incidente en el cual Marie había alentado a la reina, por aquel entonces embarazada, a participar en varios juegos en los pasillos del Louvre, resultando el embarazo de Ana en un aborto espontáneo, si bien el duque de Chevreuse hizo uso de su influencia con el fin de que su esposa fuese readmitida en la corte.
En un intento por recuperar su posición, Marie provocó, o al menos alentó, varias conspiraciones en la corte, como el asunto Buckingham (1623-1624), que comprometió a la reina y el cual Marie había instigado junto con su amante Enrique Rich, primer conde de Holanda y uno de los aristócratas de mayor rango en contra del cardenal Richelieu. Asimismo, fue cómplice en 1626 en la conspiración de su amante, el conde de Chalais, la cual tenía como objetivo reemplazar a Luis XIII por su hermano, Gastón de Orleans. Tras el fracaso del complot, Chalais fue condenado a muerte y decapitado el 19 de agosto de 1626, mientras que Marie huyó a Lorena, donde al poco tiempo inició una relación amorosa con Carlos IV, duque de Lorena, quien intervino a su favor para que pudiese volver a Francia. Una vez restablecida en Dampierre, continuó mostrándose subversiva al poder real.
Marie se convirtió en el centro de todas las intrigas que involucraron a potencias extranjeras contra Francia. Negociaciones con el ducado de Lorena y con España en 1633, dirigidas por Charles de l'Aubespine, marqués de Châteauneuf, guardián de los sellos, provocaron la ruina de este último, revelándole a Marie las conversaciones del rey. Tras el descubrimiento de la correspondencia secreta de la reina Ana con España en 1637, Marie huyó a dicho país, del cual partió a Inglaterra y, finalmente, a los Países Bajos Españoles. La duquesa se vio envuelta, asimismo, en la conspiración del conde de Soissons y de Frédéric Maurice de La Tour d'Auvergne en 1641. Tras la muerte del rey en 1643, una cláusula de su testamento prohibía el retorno de Marie a Francia, siendo necesaria la intervención del Parlamento de París para invalidar el documento.

## Últimos años

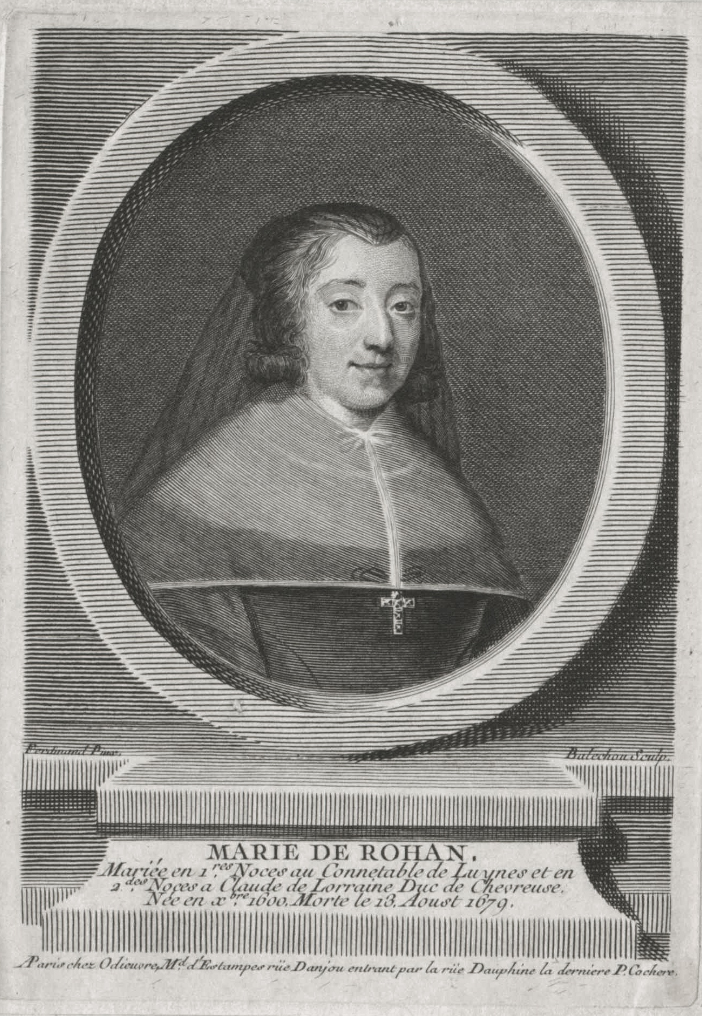
Grabado de Marie de Rohan, por Jean-Joseph Balechou.

De nuevo en Francia después de la muerte de Richelieu, Marie tomó parte en 1643 en la conspiración del cabale des Importants, encabezada por Chateauneuf y Marie de Hautefort en contra del cardenal Mazarino. Tras el arresto y exilio de César de Borbón, duque de Vendôme, Marie huyó nuevamente. Durante la Fronda, la duquesa se aproximó por un breve periodo de tiempo a Mazarino, si bien volvió a tomar partido por la aristocracia cuando la Fronda parlamentaria y la Fronda aristocrática se unieron en 1651.
Retirada en el convento de Gagny (Seine-Saint-Denis), murió en 1679.